# Baâlon
Baâlon és un municipi francès situat al departament del Mosa i a la regió del Gran Est. L'any 2007 tenia 268 habitants.

## Demografia

### Població
El 2007 la població de fet de Baâlon era de 268 persones. Hi havia 112 famílies, de les quals 28 eren unipersonals (8 homes vivint sols i 20 dones vivint soles), 28 parelles sense fills, 44 parelles amb fills i 12 famílies monoparentals amb fills.
La població ha evolucionat segons el següent gràfic:
Habitants censats

### Habitatges
El 2007 hi havia 133 habitatges, 109 eren l'habitatge principal de la família, 6 eren segones residències i 18 estaven desocupats. 129 eren cases i 4 eren apartaments. Dels 109 habitatges principals, 96 estaven ocupats pels seus propietaris, 10 estaven llogats i ocupats pels llogaters i 3 estaven cedits a títol gratuït; 1 tenia una cambra, 3 en tenien dues, 19 en tenien tres, 28 en tenien quatre i 58 en tenien cinc o més. 93 habitatges disposaven pel capbaix d'una plaça de pàrquing. A 48 habitatges hi havia un automòbil i a 47 n'hi havia dos o més.

### Piràmide de població
La piràmide de població per edats i sexe el 2009 era:
| Homes | Edats   | Dones |
| ----- | ------- | ----- |
| 0     | 95 o +  | 0     |
| 0     | 90 a 94 | 0     |
| 0     | 85 a 89 | 8     |
| 0     | 80 a 84 | 0     |
| 4     | 75 a 79 | 4     |
| 0     | 70 a 74 | 8     |
| 4     | 65 a 69 | 8     |
| 8     | 60 a 64 | 12    |
| 8     | 55 a 59 | 0     |
| 12    | 50 a 54 | 4     |
| 12    | 45 a 49 | 16    |
| 8     | 40 a 44 | 8     |
| 4     | 35 a 39 | 12    |
| 12    | 30 a 34 | 12    |
| 12    | 25 a 29 | 12    |
| 16    | 20 a 24 | 4     |
| 12    | 15 a 19 | 16    |
| 12    | 10 a 14 | 0     |
| 4     | 5 a 9   | 8     |
| 4     | 0 a 4   | 4     |

## Economia
El 2007 la població en edat de treballar era de 170 persones, 116 eren actives i 54 eren inactives. De les 116 persones actives 107 estaven ocupades (61 homes i 46 dones) i 9 estaven aturades (2 homes i 7 dones). De les 54 persones inactives 16 estaven jubilades, 18 estaven estudiant i 20 estaven classificades com a «altres inactius».

### Ingressos
El 2009 a Baâlon hi havia 114 unitats fiscals que integraven 273 persones, la mediana anual d'ingressos fiscals per persona era de 15.452 €.

### Activitats econòmiques
L'únic establiment que hi havia el 2007 era d'una empresa classificada com a «altres activitats de serveis».
L'únic servei als particulars que hi havia el 2009 era una perruqueria.
L'any 2000 a Baâlon hi havia 15 explotacions agrícoles que ocupaven un total de 1.518 hectàrees.

## Poblacions més properes
El següent diagrama mostra les poblacions més properes.